# Alona sketi
Alona sketi là một loài động vật giáp xác thuộc họ Chydoridae. Đây là loài đặc hữu của Slovenia. Môi trường sống tự nhiên của chúng là karst nội địa.